# Тіофен
Тіофе́н — гетероциклічна органічна сполука, яка складається із чотирьох атомів вуглецю та одного атома сірки в пятичленному кільці. Тіофен є ароматичною сполукою — ароматичний секстет складають π-електрони атомів C та одна вільна електронна пара атома S. Друга вільна електронна пара атома S знаходиться на ортогональній р-орбіталі, здатна утворювати при певних умовах онієву систему.
Тіофен був вперше виявлений Віктором Меєром в 1883 році як забруднювач бензену. Близькими до тіофену є бензотіофен та дибензотіофен, як містять цикл тіофену, сконденсований відповідно із одним або двома кільцями бензену. Аналогічними до нього також є фуран та пірол, де атоми S відповідно замінені на угрупування O та NH.

## Знаходження в природі
Похідні тіофену досить поширені в живій природі: грибах та деяких інших вищих рослинах. Наприклад грибок Daedelia juniperina та коріння Echinops sphaerocephalus містять ненасичені сполуки тіофену:
|  |

## Історія
Було помічено, що ізотин змінює забарвлення на синій при змішуванні із сульфатною кислотою та сирим бензеном. Формування синього індофеніну вже досить довго вважалося реакцією із бензеном. Віктор Меєр зміг ізолювати речовину в бензені, яка відповідала за таку кольорову реакцію. Цією гетероциклічною сполукою і був тіофен.